# Stadion Brühl
Das Stadion Brühl ist das Stadion des Grenchner Sportvereins FC Grenchen in der Schweiz.
Es liegt an der Brühlstrasse am südlichen Rand der Stadt Grenchen im Schweizer Kanton Solothurn. Das Platzvermögen beträgt 10'900 Zuschauer. Das Stadion verfügt über eine Tribüne mit 1300 überdachten Plätzen und ist unter anderem Austragungsort des internationalen Fussballturniers Uhrencup.

## Geschichte
Die Einweihung des Stadions erfolgte am 4. September 1927, als der FC Grenchen sich in der obersten Spielklasse befand. Es besass eine Holztribüne, die noch bis in die 1950er Jahre Bestand hatte. 1974 musste der Verein aus finanziellen Gründen das Stadion verkaufen. Die Gemeindeversammlung beschloss den Kauf der gesamten Anlage für 2,7 Millionen Franken, was auch in einer Abstimmung genehmigt wurde. 1980 wurde auch das Stadionrestaurant renoviert.